# 陳漢翔
陳漢翔（英語：Chris Hon-cheung Chan，1961年10月17日—），2001年亞洲電視《百萬富翁》節目其中《一個百萬富翁的誕生》大獎得主，為Video-Film Productions Limited（香港影視製作有限公司，1974年成立）東主。

## 百萬富翁之路
擁有中學6年級程度的陳漢翔，為當時廣告公司職員，最大興趣是多元閱讀，因此廣博見聞，直至在2001年11月2日，在第117集《百萬富翁》由第一條問題「拇指姑娘」開始，至第八段題目容易處理，到第九條題目「哪齣是法國電影？」，陳漢翔開始猶疑，開始使用錦囊為「問現場觀眾」，59%的觀眾選擇了《紅白藍三部曲之藍》，後在第十一條八萬元題目是中「螃蟹沒有哪種器官？」，陳漢翔稍作猶疑，再次使用錦囊，使用錦囊「打電話」向朋友Ben作問，對方選擇「D 肺」，陳漢翔相信後過關。最後在第十五條一百萬元題目「中國名勝蝴蝶泉在哪個地方？」，由於他未耳聞過蝴蝶泉，他只可用「五十五十」來解決題目，最後選擇了雲南省。而當時主持人陳啟泰公佈正確後，陳漢翔終於捧走一百萬元。他亦是節目第一位挑戰一百萬元的人。而事後其中主持人劉錫賢形容他最鎮定參賽者。

## 軼聞
2011年，陳漢翔自小喜愛拍攝工作，對舊式電影鏡頭情有獨鍾。
2015年，現時Video-Film影視製作公司東主的陳漢翔，接受《東周刊》訪問，他指出當時為看亞洲電視長大，他最喜愛看《鱷魚淚》、《大地恩情》，至後期的《今日睇真D》，也是當時最認真製作節目的。但當聽到亞洲電視倒閉時，他便開始無言。而陳漢翔事後認為全是拜當時股東王征所賜，他指出當時股東王征外行干預內行，此外近年亞視股東爭拗不斷，完全不顧節目質素和顧及港人口味，令人震怒和痛心。